# Haltern (accampamento romano)
L'Aliso latina corrisponde ad una serie di campi militari romani in località Haltern am See, nella regione tedesca di Recklinghausen. Essi costituiscono un insieme di 6 diversi siti costruiti dall'esercito romano all'epoca dell'imperatore Augusto, nell'ambito del progetto di occupazione della Germania e della sua trasformazione in provincia romana.
Il complesso rappresenta il centro amministrativo della nuova provincia di Germania chiamato Aliso. È posizionato lungo il fiume Lippe sulla sua riva settentrionale ad una distanza di circa 70 km da Castra Vetera e di 130 km da Anreppen. Gli studiosi moderni ritengono che i sei siti finora scoperti avessero:
- in primo luogo, una funzione militare, con l'obbiettivo di tenere sotto controllo l'importante "via fluviale" del Lippe;
- il ruolo successivo fu quello di costituire il centro principale amministrativo della nuova provincia di Germania, oltre che importante piazza commerciale.

## Storia

### Occupazione romana dellaGermania Magnasotto Augusto (11 a.C. - 16 d.C.)
Il momento della fondazione del campo di marcia è suggerito da Cassio Dione in relazione alla campagna di occupazione della Germania, dell'anno 11 a.C. da parte di Druso.
La fondazione del campo permanente legionario potrebbe risalire a qualche anno più tardi, in seguito alla chiusura del vicino campo di Oberaden: all'8-7 a.C., o forse in seguito alle campagne di Marco Vinicio del 1-3 d.C. La fine del suo utilizzo fu, quasi certamente, la disfatta di Teutoburgo, dove tre legioni romane ed il suo comandante, Publio Quintilio Varo, furono annientate nel 9 d.C.
Il campo potrebbe essere stato utilizzato anche nel corso delle campagne di Germanico del 15-16 d.C.

## Gli scavi archeologici
Il primo ritrovamento archeologico della zona risale all'agosto del 1816, grazie al barone Ludwig von Vincke, nella località di St. Annaberg, nei pressi di Haltern. Nel 1834 il parroco Johann Niesert pubblicava una relazione sugli scavi archeologici compiuti, e quattro anni più tardi il maggiore prussiano G.F.W. Schmidt (nel 1838), esaminava i possibili percorsi che le truppe romane avrebbero potuto seguire durante gli anni dell'occupazione romana in Germania.

### Il sito dell'Annaberg
Nell'estate del 1899 l'archeologo Carl Schuchhardt scopriva sulla collina dell'Annaberg un fossato largo 3,5 metri e profondo 1,5. Si trattava del perimetro di un forte romano dell'epoca augustea, che occupava una superficie di circa 7 ettari e dalla forma quasi triangolare. Dietro il fossato i resti di una palizzata ed un terrapieno altro circa 1,5 metri, mentre altre tracce archeologiche suggerivano la presenza di torri a distanza di 30 metri l'una dall'altra.

### Il sito di Wiegel
Altri ritrovamenti archeologici vennero alla luce grazie agli scavi di Alexander Conrads a partire dall'agosto del 1899, in località Wiegel. Gli scavi furono condotti su di un'area di 300 per 60 metri, lungo un terrazzamento sopra la sponda settentrionale del fiume Lippe. I ritrovamenti misero in luce una serie un po' confusa di fossi e terrapieni, che si incrociavano tra loro, oltre ad un grande edificio di 13 per 18 metri.

### Il sito di Hofestatt
L'area nei pressi del fiume Lippe denominata dell'Hofestatt, fu indagata per la prima volta da un gruppo di archeologi tedeschi, tra il 1901 ed il 1904. Si trattava di Friedrich Koepp, Hans Dragendorff e Gustav Krüger. Essi scoprirono nuove fortificazioni romane sovrapposte, una sull'altra, risalenti ad almeno quattro periodi differenti in questa nuova area di scavo.
Le fortificazioni erano tutte adagiate ai bordi del Lippe, quasi si trattasse di un forte annesso ad un piccolo porto in riva al fiume: la prima delle fortificazioni suggerisce vi fosse una palizzata lunga 43x10 metri, con di fronte un fossato largo 2 e profondo 1 metro; la seconda era probabilmente formata da una palizzata con un lato che correva per 115 metri, affiancata da un fossato, con uno spazio per una porta e sull'angolo tracce di una possibile torre; la terza era lunga 220x50 metri con un doppio fossato antistante, un terrapieno ed una palizzata con tracce di portoni sui lati; la quarta ed ultima, lunga 90 metri circa, formata da un terrapieno con palizzata ed un fossato intorno.
Nell'angolo nord-ovest gli archeologi hanno, infine, trovato alcune strutture di 30x6 metri, quasi fossero dei moderni bacini di carenaggio, dove i Romani proteggevano le loro piccole imbarcazioni adatte ad ispezionare il fiume Lippe, da Castra Vetera ai forti militari dislocati lungo questo affluente del Reno. La funzione principale di queste strutture era evidentemente, quella di pattugliare il fiume, assistere gli spostamenti degli eserciti in marcia e gli approvvigionamenti dei forti dislocati lungo il fiume, con una base navale militare di supporto.

### Il campo di marcia romano
A seguito di una nuova campagna di scavi condotta nel 1909, venne messo in luce il perimetro di un accampamento da marcia romano, a nord-ovest di Wiegel e Hofestatt, a forma di pentagono (dalle dimensioni approssimative di 614x560 metri), che copriva una superficie di 34,5 ettari, posizionato su un altopiano che sovrasta il fiume Lippe. Esso era circondato da un fossato profondo 1,5 metri e largo fino a 2,8 metri. Le porte si trovavano lungo i lati nord, est e sud del campo. Si trattava certamente di un campo da marcia provvisorio, che potrebbe appartenere alla campagna dell'11 a.C.

### La base legionaria diAliso: sede amministrativa della nuova provincia di Germania
I primi reperti archeologici risalirebbero al 1901, quando un farmacista di Haltern am See, una volta scoperti li pose all'attenzione degli archeologi Friedrich Koepp, Friedrich Philippi e Carl Schuchhardt. La prima indagine iniziò dal doppio fossato presente intorno al campo, dove entrambi i fossati erano larghi 6 metri circa e profondi 2,5 metri.
Internamente ai fossati si trovava un terrapieno ed una palizzata, che racchiudeva un'area di 16,3 ettari, in seguito ampliata lungo il lato est del campo per ulteriori 2 ettari di superficie. L'area del nuovo campo a forma rettangolare, con gli angoli smussati, misurava ora una superficie di 18,3 ettari (560 x 380 m). Aveva inoltre 4 porte larghe tra i 7 ed i 10 metri.
Gli scavi successivi avvenuti antecedentemente alla prima guerra mondiale rivelarono: tutte le quattro strade principali del campo, vale a dire la Via Principalis, Via Praetoria, Via Decumana e Via Quintana. La Via Praetoria era larga 45 metri, quella Principalis 30 metri, quelle Decumana e Quintana erano larghe fino a 20 metri. Parallele alla palizzata correva la Via Sagularis.
Furono poi indagati alcuni edifici come il centro amministrativo dei Principia, l'alloggio il comandante (Praetorium), le abitazioni dei Tribuni e dei centurioni, i magazzini militari (Contubernium), l'ospedale militare (Valetudinarium), i Magazzini ed i laboratori di un vasaio.
Questo campo faceva parte di tutta una serie di forti ausiliari e legionari lungo il corso del Lippe, insieme a: Holsterhausen, Oberaden, Beckinghausen e Anreppen. Questo però ricopriva anche il ruolo di centro amministrativo della nuova provincia romana di Germania.
La superficie del campo di Haltern am See induce a credere che vi potessero essere ospitate 6-7 coorti di legione (la legio XIX), oltre ad alcuni contingenti di Auxilia a cavallo, queste ultime posizionate forse nel vicino forte di Annaberg.

### Necropoli di età augustea
I primi reperti della necropoli risalgono al 1816. Gli scavi continuarono lungo il pendio est dell'Annaberg nel 1925 sotto August Stieren, nel 1932 sotto Christoph Albrecht, nel 1958, 1982 e 1988 dando alla luce numerose tombe di epoca augustea lungo una striscia di terreno lunga 500 e larga 45 metri circa, lungo l'angolo sud-est del campo.

### L'intera area archeologica di Haltern am See
L'intera area ha regalato agli appassionati di archeologia un notevole materiale di epoca romana dalle monete (4 d'oro, 309 d'argento e 2561 di bronzo), ad utensileria varia (lampade, candelabri, chiavi, svariati pezzi di ceramica di alta qualità per quell'epoca, vetri colorati, pedine da gioco, asce, zappe, tenaglie, falci, uncini da muro, fili a piombo, lingotti di piombo, lingotti di bronzo, incudini, trapano a mano, martelli, seghe) ad armi (pugnali, elmi, umboni degli scudi, foderi di spada, punte di freccia, proiettili per fionda, pilum, frecce per catapulte, tegulae della legio XIX, ecc.), ad oggetti per la cucina (brocche, pentole, ciotole, piatti, tazze, anfore, mestoli, setacci, ecc.), ad oggetti di culto (urne cinerarie, statuette dei Larii, ecc.), a oggetti utilizzati dai medici del campo (barattoli per le medicine, pinzette, boccette, bricco, ecc.) a gioielli (collane, bottoni, anelli, gemme, amuleti, ecc.), a borchie per i cavalli, a campane di bronzo, ecc.

### Fonti primarie
- Cassio Dione Cocceiano, Storia romana, LIV, 33.
- Cornelio Tacito, Annales, I, 59.

### Fonti secondarie
- D.B. Campbell, Roman Legionary Fortresses 27 BC-AD 378, Oxford-N.Y. 2006, p. 9, 11 e 13.
- V.A. Maxfield, L'Europa continentale, a cura di J. Wacher, parte IV, cap. VIII, p. 160-163.
- Wells, C.M., The german policy of Augustus, in Journal of Roman Studies 1972.
- Siegmar von Schnurbein, Neues zu Germanien unter Varus, in Varus-Gesellschaft, 2000, pag.10 e segg.
- Rudolf Aßkamp, Haltern, in 2000 Jahre Römer in Westfalen, Magonza 1989, pag.21-43. ISBN 3-8053-1100-1.
- Joachim Harnecker, Katalog der Eisenfunde von Haltern aus den Grabungen der Jahre 1949-1994, Magonza 2001. ISBN 3-8053-2452-9.
- Martin Müller, Die römischen Buntmetallfunde von Haltern, Magonza 2002. ISBN 3-8053-2881-8.
- Bernhard Rudnick, Die römischen Töpfereien von Haltern, Magonza 2001. ISBN 3-8053-2796-X.
- Siegmar von Schnurbein, Die römischen Militäranlagen bei Haltern, Münster 1981. ISBN 3-402-05117-6.
- Rudolf Aßkamp e Renate Wiechers, Westfälisches Römermuseum Haltern. Ardey-Verlag 1996. ISBN 3-87023-070-3.